# Толстянка бородчатая
Толстянка бородчатая (лат. Crassula barbata) – вид суккулентных розеточных растений рода Толстянка (Crassula) семейства Толстянковые (Crassulaceae), естественно произрастающий на территории Капской провинции Южно-Африканской Республики. 

## Название
Родовое латинское название Crassula происходит от латинского слова crassus, — «толстый», в основном из-за присутствия у растений этого рода сочных листьев.
Видовой латинский эпитет barbata происходит от лат. barbatus — «бородчатый».

## Ботаническое описание
Двулетники или однолетники высотой до 30 см при цветении, обычно с одной розеткой со спиралевидно расположенными листьями. Листья от обратнояйцевидных до почти округлых, 10-35 x 15-35 мм, голые, за исключением краевых ресничек, которые часто достигают 5 мм в длину и сгруппированы в пучки. Окраска от зеленого до серого цвета.
Соцветие колосовидный тирс с сидячими, но иногда разветвленными цветками, с цветоносом до 20 см в высоту, покрытым листовидными прицветниками, постепенно уменьшающимися кверху. Чашечка: доли продолговато-треугольные, 2,5-3 мм длиной, тупые, голые, за исключением нескольких краевых ресничек, мясистые, зеленые. Венчик трубчатый, сросшийся в основании на 1-1,5 мм, белый, часто с розовым оттенком; лопасти продолговатые, 3,5-5,5 мм длиной, от тупых до острых, загнутые назад.

## Таксономия
Crassula barbata Thunb., первое описание в Nova Acta Phys.-Med. Acad. Caes. Leop.-Carol. Nat. Cur. 6: 329 (1778).

### Синонимы
Гомотипные (основанные на одном и том же номенклатурном типе):
- Purgosea barbata (Thunb.) G.Don (1834)

### Подвиды
Подтвержденные подвиды (2) по данным сайта Plants of the World Online на 2023 год:
- Crassula barbata subsp. barbata
- Crassula barbata subsp. broomii (Schönl.) Toelken